# Trian
Der Trian ist ein Fluss in Frankreich, der im Département Cher in der Region Centre-Val de Loire verläuft. Er entspringt beim Weiler La Vève im Gemeindegebiet von Marçais, entwässert in mehreren großen Schleifen generell in Richtung Nordwest und mündet nach rund 29 Kilometern beim Weiler Aiguemorte im Gemeindegebiet von Venesmes als linker Nebenfluss in den Cher.

## Orte am Fluss
- Morlac
- Chambon
- Saint-Symphorien